# Álvaro Ortiz
Álvaro Ortiz Arellano (* 19. Februar 1978 in Mexiko-Stadt) ist ein ehemaliger mexikanischer Fußballspieler auf der Position eines Verteidigers.

## Laufbahn
Ortiz begann seine Profikarriere beim Club León und wechselte im Sommer 1999 zu Chivas Guadalajara. Ein Jahr später erhielt er einen Vertrag beim damals noch in seiner Geburtsstadt ansässigen Club Necaxa und war außerdem für den ebenfalls in der Hauptstadt beheimateten Club América tätig, mit dem er sowohl im Sommer 2002 als auch in der Clausura 2005 den Meistertitel gewann.
In den Spielzeiten 2005/06 und 2006/07 war er Stammspieler beim Club San Luis, kam aber in der darauffolgenden Saison 2007/08 bei Deportivo Toluca kaum noch zum Einsatz. Die folgenden vier Jahre verbrachte er beim Puebla FC und war anschließend nur noch kurzzeitig bei den Lobos de la BUAP, erneut beim jetzigen San Luis FC sowie zuletzt beim Chiapas FC tätig.
Im Februar 2000 absolvierte Ortiz beim CONCACAF Gold Cup 2000 drei Einsätze für die mexikanische Nationalmannschaft.

## Erfolge
- Mexikanischer Meister: Verano 2002, Clausura 2005